# آمیناتا دیادیو
آمیناتا دیادیو (انگلیسی: Aminata Diadhiou؛ زادهٔ ۲ نوامبر ۱۹۸۷) بازیکن فوتبال اهل سنگال است.
وی همچنین در تیم ملی فوتبال Senegal بازی کرده‌است.